# Peter Walla
Peter Walla (* 1967 in Feldkirch, Vorarlberg) ist ein österreichischer Neurobiologe und Professor an der privaten Sigmund Freud Privatuniversität Wien.

## Leben
Peter Walla studierte Biologie an der Universität Wien. Er spezialisierte sich auf die Zoologie und verfasste eine Diplomarbeit über Spinnenaugen (1993). Dazu arbeitete er acht Monate in Japan an der Yokohama City Universität. Seine Dissertation an der Neurologischen Klinik im Allgemeinen Krankenhaus der Stadt Wien (AKH) befasste sich mit dem Thema „Menschliche Gedächtnisfunktionen“. Er arbeitete in der Forschergruppe um Lüder Deecke und Wilfried Lang und hatte einen weiteren Auslandsaufenthalt über drei Monate an der University of St Andrews in Schottland. Nach seiner ersten Habilitation an der Medizinischen Universität in Wien („Kognitive Neurobiologie“) wechselte er an die Psychologische Fakultät der Wiener Universität und habilitierte sich ein zweites Mal im Fach „Biologische Psychologie“. Im Jahr 2009 folgte er einem Ruf als Honorarprofessor an die Newcastle-Universität in Australien, wo er 5 Jahre lang tätig war. Dort leitete er die Neuroscience Forschergruppe. Nach seiner Rückkehr nach Österreich leitete Peter Walla die Psychologische Abteilung der Webster Vienna Private University. Seit September 2020 ist er an der Sigmund Freud Universität, Fakultät für Psychologie, als Professor angestellt. Im Jahr 2018 hat er die Gesellschaft für Neuro-Information-Systems (NeuroIS) mitbegründet und vertritt in ihrem Rahmen die neurowissenschaftliche Disziplin.

## Forschungsschwerpunkte
Sein Hauptinteresse gilt der nichtbewussten Informationsverarbeitung im menschlichen Gehirn, vor allem dem self-referential processing. Das Selbst bestehe dabei nicht nur aus einer einzigen Einheit, sondern es gäbe ein primitives „Selbst“ (Me1), welches „Selbst“ nur als irgendeine Person versteht (ähnlich einem „Wir“) und ein elaboriertes „Selbst“ (Me2), welches das eigene „Selbst“ von jemandem anderen unterscheidet.
Ein weiterer Fokus seiner Forschung richtet sich auf eine neue Definition von „Emotion“, die er zusammen mit Jaak Panksepp weiterentwickelt hat. Nach diesem neuen Modell wird eine Emotion als Verhaltensoutput verstanden (z. B. eine Gesichtsausdruck) und klar von einem Gefühl unterschieden.
Weiterhin hat Peter Walla auch in den Bereichen Gedächtnis und Geruch geforscht und konnte unbewusste Wortgedächtnisleistungen mit funktioneller Bildgebung darstellen. Im Bereich der Riechforschung beschäftigte er sich mit Interaktionen zwischen Riechen und Wort- und Gesichterverarbeitung (z. B.).
In jüngster Zeit hat Peter Walla angefangen, sich mit subliminaler Reizverarbeitung zu beschäftigen und mithilfe der Elektroenzephalographie (EEG) bereits neurophysiologische Hinweise veröffentlicht, die zeigen, dass die linke, hintere Gehirnhälfte in der Lage ist, Wörter als solche zu verarbeiten, selbst wenn diese nicht gesehen werden (nicht bewusst erkannt werden).

## Ausgewählte Publikationen
- S. Pavlevchev, M. Chang, A. N. Flöck, P. Walla: Subliminal Word Processing: EEG detects word processing below conscious awareness. In: Brain Sciences. Band 12, 2022, S. 464. doi:10.3390/brainsci12040464.
- M. D. Rugg, R. E. Mark, P. Walla, A. M. Schloerscheidt, C. S. Birch, K. Allan: Dissociation of the neural correlates of implicit and explicit memory. In: Nature. Band 392, Nr. 6676, 9. Apr 1998, S. 595–598. doi:10.1038/33396. PMID 9560154.
- P. Walla, M. Chang, K. Schaefer, S. Windhager: Social Perception of Faces: Brain Imaging and Subjective Ratings. In: Brain Sci. Band 10, Nr. 11, 16. Nov 2020, S. 861. doi:10.3390/brainsci10110861. PMID 33207720; PMC 7696491 (freier Volltext).
- S. Kunaharan, S. Halpin, T. Sitharthan, P. Walla: Do Varying Levels of Exposure to Pornography and Violence Have an Effect on Non-Conscious Emotion in Men? In: Arch Sex Behav. Band 49, Nr. 4, Mai 2020, S. 1215–1229. doi:10.1007/s10508-019-01550-8. Epub 2020 Mar 5. PMID 32140872.
- J. Brocke, A. Hevner, P. Léger, P. Walla, R. Riedl: Advancing a NeuroIS research agenda with four areas of societal contributions. In: European Journal of Information Systems. Band 29, 2020, S. 24–29.
- A. N. Flöck P. Walla: Think Outside the Box: Small, Enclosed Spaces Alter Brain Activity as Measured with Electroencephalography (EEG). In: F. D. Davis, R. Riedl, J. vom Brocke, P. M. Léger, A. B. Randolph, T. Fischer (Hrsg.): Information Systems and Neuroscience. NeuroIS 2020. (= Lecture Notes in Information Systems and Organisation. vol 43). Springer, Cham 2020, ISBN 978-3-030-60073-0.
- P. Walla, M. Koller, G. Brenner, S. Bosshard: Evaluative conditioning of established brands: Implicit measures reveal other effects than explicit measures. In: Journal of Neuroscience, Psychology, and Economics. Band 10, Nr. 1, 2020, S. 24–41. doi:10.1037/npe0000067.
- P. Walla: Affective Processing Guides Behavior and Emotions Communicate Feelings: Towards a Guideline for the NeuroIS Community. In: F. D. Davis, R. Riedl, J. vom Brocke, P. M. Léger, A. B. Randolph, T. Fischer (Hrsg.): Information Systems and Neuroscience. (= Lecture Notes in Information Systems and Organisation. vol 25). Springer, Cham 2018, ISBN 978-3-319-67431-5.
- Christian Montag, Peter Walla: Carpe diem instead of losing your social mind: Beyond digital addiction and why we all suffer from digital overuse. In: Cogent Psychology. Band 3, 2016, S. 1, doi:10.1080/23311908.2016.1157281.
- A. Mavratzakis, C. Herbert, P. Walla: Emotional facial expressions evoke faster orienting responses, but weaker emotional responses at neural and behavioural levels compared to scenes: A simultaneous EEG and facial EMG study. In: Neuroimage. 124(Pt A), 1. Jan 2016, S. 931–946. doi:10.1016/j.neuroimage.2015.09.065. Epub 2015 Oct 8. PMID 26453930.
- Peter Walla, Cornelia Herbert: Hierarchy and dynamics of self-referential processing: The non-personal Me1 and the personal Me2 elicited via single words. In: Cogent Psychology. Band 2, 2015, S. 1; doi:10.1080/23311908.2015.1019236.
- P. Walla, G. Brenner, M. Koller: Objective measures of emotion related to brand attitude: a new way to quantify emotion-related aspects relevant to marketing. In: PLoS One. Band 6, Nr. 11, 2011, S. e26782. doi:10.1371/journal.pone.0026782. Epub 2011 Nov 2. PMID 22073192; PMC 3206826 (freier Volltext).